# 青木昌勝
青木昌勝（あおき まさかつ、1957年2月3日—）是一位日本業餘天文學家，他在日本富山縣富山市的私人青木天文台進行天文學觀測。
他的主要興趣在於超新星，目前已經發現了13顆超新星，例如SN 1999eu、SN 2000db 和SN 2000di 。2016年，他在NGC 5247中發現了超新星SN 2016C。1996年至1997年間，他在超新星搜尋過程中發現了兩顆小行星。他以妻子的名字將小行星58627命名為りえ子。

## 外部連結
- Aoki's home page
- Masakatsu Aoki – Profile